# Tubothalamea
Classe
Les Tubothalamea sont une classe de foraminifères.  Il s'agit de l'une des deux classes de foraminifères multichambre basées sur des études moléculaires de l'ADNr SSU avec prise en compte des principales tendances morphologiques, l'autre étant les Globothalamea.

## Liste des ordres
Selon World Register of Marine Species (28 mars 2016) :

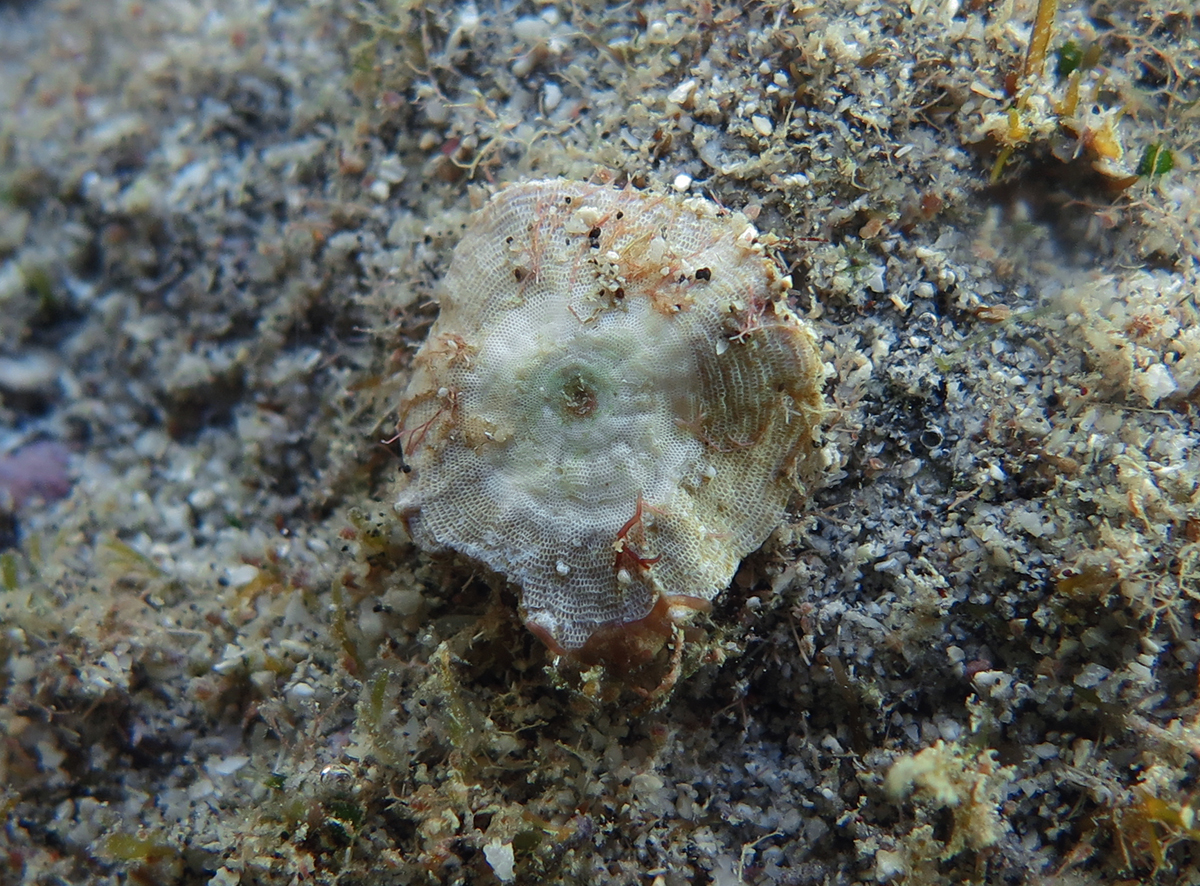
Marginopora vertebralis à la Réunion.

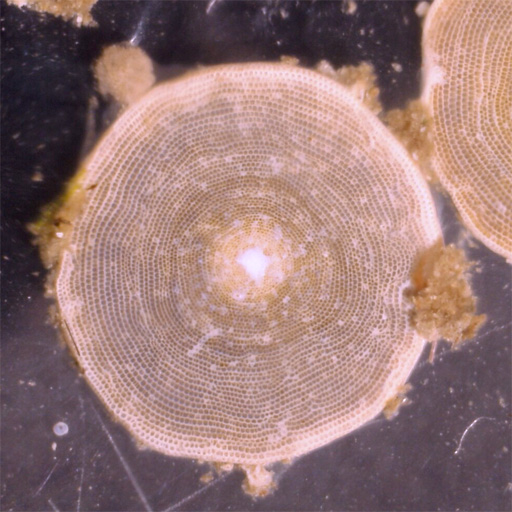
Marginopora sp.

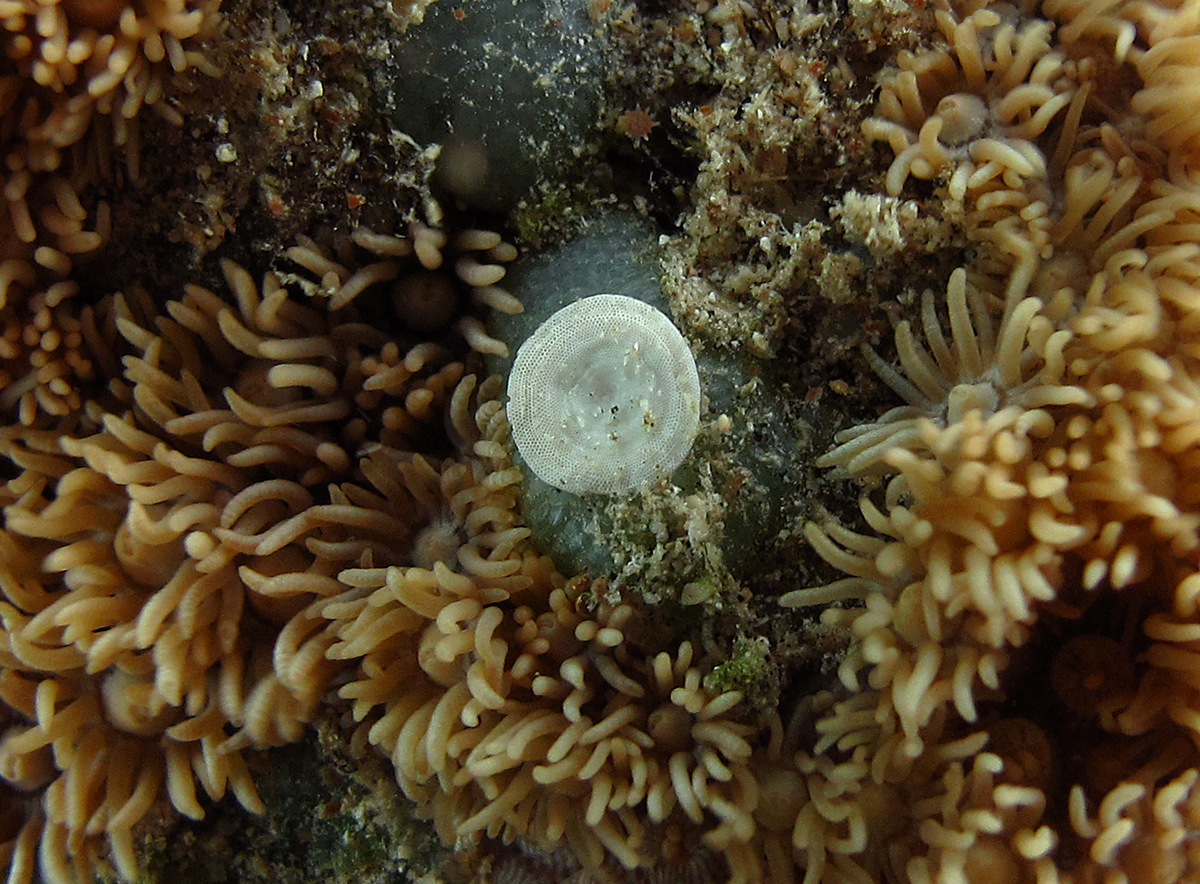
Un foraminifère actuel in situ, probablement de la famille des Soritidae.

- ordre des Miliolida Delage & Hérouard, 1896
  - sous-ordre des Miliolina
    - super-famille des Alveolinoidea Ehrenberg, 1839
      - famille des Alveolinidae Ehrenberg, 1839
      - famille des Fabulariidae Ehrenberg, 1839 †
      - famille des Rhapydioninidae Keijzer, 1945

    - super-famille des Cornuspiroidea Schultze, 1854
      - famille des Baisalinidae Loeblich & Tappan, 1986 †
      - famille des Cornuspiridae Schultze, 1854
      - famille des Hemigordiopsidae Nikitina, 1969

    - super-famille des Milioloidea Ehrenberg, 1839
      - famille des Austrotrillinidae Loeblich & Tappan, 1986 †
      - famille des Cribrolinoididae Haynes, 1981
      - famille des Hauerinidae Schwager, 1876
      - famille des Miliolechinidae Zaninetti & al., 1985 †
      - famille des Miliolidae Ehrenberg, 1839
      - famille des Spiroloculinidae Wiesner, 1920

    - super-famille des Nubecularioidea
      - famille des Discospirinidae Wiesner, 1931
      - famille des Falsotubinellidae Bogdanovich & Mikhalevich, 1983
      - famille des Fischerinidae Millett, 1898
      - famille des Nubeculariidae Jones, 1875
      - famille des Ophthalmidiidae Wiesner, 1920
      - famille des Zoyaellidae Saidova, 1981

    - super-famille des Soritoidea Ehrenberg, 1839
      - famille des Keramosphaeridae Brady, 1884
      - famille des Meandropsinidae Henson, 1948 †
      - famille des Milioliporidae Brönnimann & Zaninetti, 1971 †
      - famille des Peneroplidae Schultze, 1854
      - famille des Riveroinidae Saidova, 1981
      - famille des Siphonoferidae Senowbari-Daryan & Zaninetti, 1986 †
      - famille des Soritidae Ehrenberg, 1839
      - famille des Tubinellidae Rhumbler, 1906

    - super-famille des Squamulinoidea Reuss & Fritsch, 1861
      - famille des Squamulinidae Reuss & Fritsch, 1861

  - sous-ordre des Silicoloculinina
    - famille des Silicoloculinidae Resig & al., 1980
- ordre des Spirillinida Hohenegger & Piller, 1975
  - sous-ordre des Ammodiscina
    - super-famille des Ammodiscoidea Reuss, 1862
      - famille des Ammodiscidae Reuss, 1862

  - sous-ordre des Spirillinina
    - famille des Patellinidae Rhumbler, 1906
    - famille des Planispirillinidae Piller, 1978
    - famille des Spirillinidae Reuss & Fritsch, 1861